# Cadillac XT4
La Cadillac XT4 est le premier crossover compact produit par le constructeur automobile américain Cadillac, et commercialisé à partir de 2018. Le constructeur premium américain annonce vouloir reconquérir le territoire européen avec son nouveau véhicule plus adapté à ce marché.

## Présentation
Le Cadillac XT4 est présenté le 27 mars 2018 en avant-première du Salon de New York. Il est disponible en pré-commande à cette date et commercialisé à partir de l'automne 2018 aux États-Unis, puis en Europe début 2020.
Le XT4 (abréviation de Crossover Touring 4) est le deuxième SUV multisegment de Cadillac, sous le Cadillac XT5 de taille moyenne, servant d'équivalent de luxe aux Chevrolet Equinox et GMC Terrain. C'est le troisième modèle à utiliser le nouveau schéma de dénomination alphanumérique de Cadillac (après la CT6 et le XT5), et le deuxième des trois véhicules que Cadillac présente dans la série Crossover Touring (XT), le troisième étant le SUV de taille moyenne, XT6 qui a fait ses débuts en 2019 en tant que modèle 2020. Il utilise la plate-forme E2 de GM, partagée avec la Chevrolet Malibu et les berlines sports Opel Insignia-Buick Regal TourX. Le XT4 du marché chinois est fabriqué à Shanghai par SAIC-GM.

## Caractéristiques techniques
Le crossover compact est basé sur la plateforme E2XX, et peut recevoir 2 ou 4 roues motrices. Il est équipé d'un écran tactile sur la planche de bord, de phares à leds et d'un amortissement piloté.

### Motorisations
Le XT4 est motorisé par un 4-cylindres 2.0 turbo-essence de 237 ch et 350 N m de couple, accouplé à une boîte de vitesses automatique à 9 rapports. En septembre 2020, exclusivement pour le marché européen, le moteur Multijet Diesel 2.0 est disponible, d'une puissance de 172 ch.
|                       | XT4 (USA)                   | XT4 (Europe)             |
| Moteur                | 4-cylindres Essence         | 4-cylindres Diesel       |
| Alimentation          | Turbocompressé              | Turbocompressé           |
| Cylindrée             | 1 997 cm3                   | 1 998 cm3                |
| Puissance maxi        | 237 ch                      | 170 ch                   |
| au régime de          | 5 000 tr/min                |                          |
| Couple maxi           | 350 N m                     | 380 N m                  |
| au régime de          | 1 500 tr/min à 4 000 tr/min |                          |
| Transmission          | Propulsion ou intégrale     | Propulsion ou intégrale  |
| Boite de vitesses     | Automatique à 9 rapports    | Automatique à 9 rapports |
| Vitesse maxi          | km/h                        | km/h                     |
| 0-100 km/h            |                             |                          |
| Consommation          |                             |                          |
| Émissions de CO2      |                             |                          |
| Capacité du réservoir |                             |                          |
| Masse à vide          |                             | 1 660 kg                 |

### Finitions
- Luxury[8]
- Premium Luxury
- Sport

### Séries spéciales
- Launch Edition[9]
  - jantes aluminium 18"
  - calandre, barres de toit, jupes et pourtours de vitre en aluminium satiné ou en Silber Metallic

- Launch Edition Sport
  - jantes aluminium 20"
  - calandre sport, jupes et pourtours de vitre en noir brillant
  - volant sport et pédales sport en aluminium
  - lampes arrière LED lumineuses et transparentes

### Ventes en France
France
| Année  | 2018 | 2019 | 2020 | 2021 | 2022 | 2023 | 2024 | Total |
| ------ | ---- | ---- | ---- | ---- | ---- | ---- | ---- | ----- |
| Ventes |      |      |      |      |      | 2    |      | 2     |

## Liens
(en) Site Officiel Cadillac XT4